# De-esser
A de-esser egy olyan audio kompresszor, amelyik side-chain bemenetére a de-esser bemenete egy hangszínszabályzón keresztül csatlakozik. A hangszínszabályzón a beszédhang erőteljes szibiláns ( 'S', 'Sz', 'Z' ) hangjainak frekvenciatartományát (5–8 kHz) erőteljesen kiemelve ilyen hangok esetén a kompresszor erőteljesebben működik, ezen hangok erősségét csökkenti. 

Osztott sávos de-esszelés sémája

Ezzel például a beszélő ilyen irányú beszédhibája korrigálható, vagy beszédhang-átvitel minősége (érthetősége) javítható.